# Joseph D. Liebgott

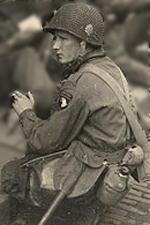
Joseph D. Liebgott

Joseph Liebgott, född 4 november 1915 i Oakland, död 1992, var en medaljerad amerikansk soldat i andra världskriget och porträtteras av Ross McCall i TV-serien Band of Brothers.
Joseph Liebgots familj utvandrade från Tyskland och i USA skickades barnen till katolsk skola fast familjen var judisk. Han blev inkallad 1941 och gick med i 101 Airborne E-kompany 2:a bataljonen. Han har medverkat i följande slag Slaget om Normandie, Operation Market Garden, Bastogne och han var också i Tyskland. Han blev belönad för sina insatser med Purpurhjärtat. 